# دروهوبیچ
دروهوبیچ (به اوکراینی: Дрогобич) شهری در استان لویو در کشور اوکراین قرار دارد. جمعیت این شهر ۷۴,۶۱۰ نفر (۲۰۲۱ تخمینی) است.

## نگارخانه

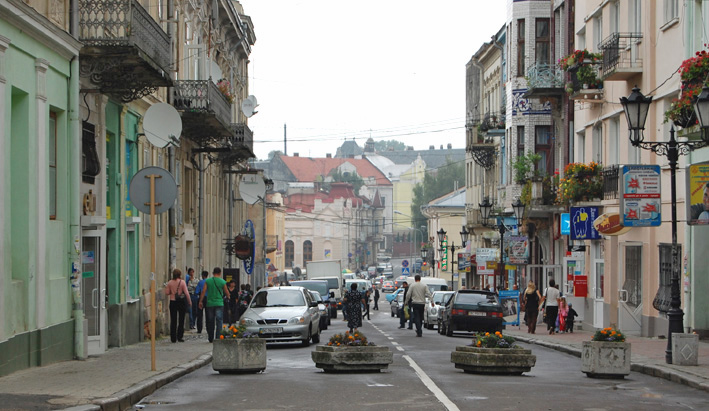
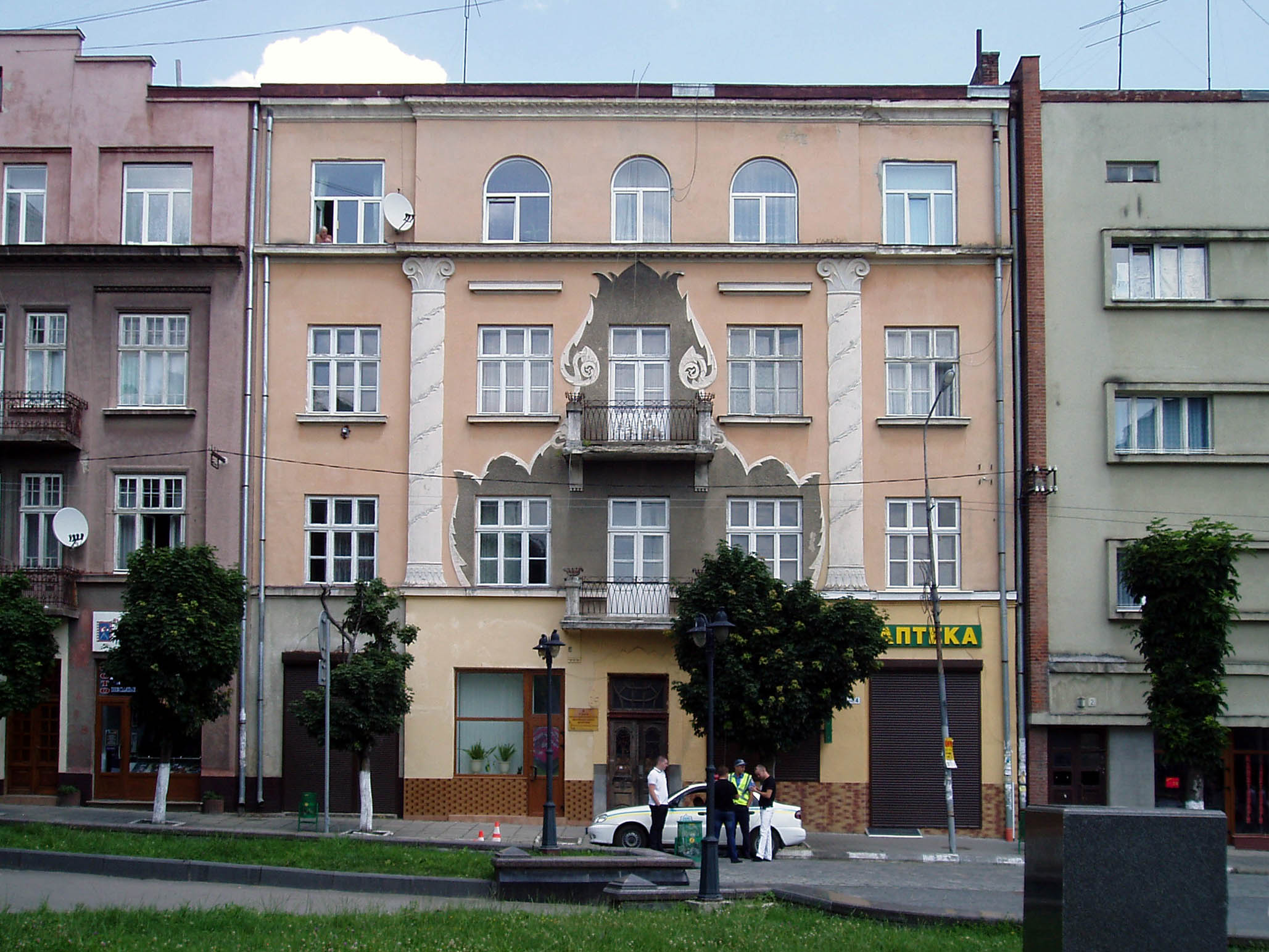
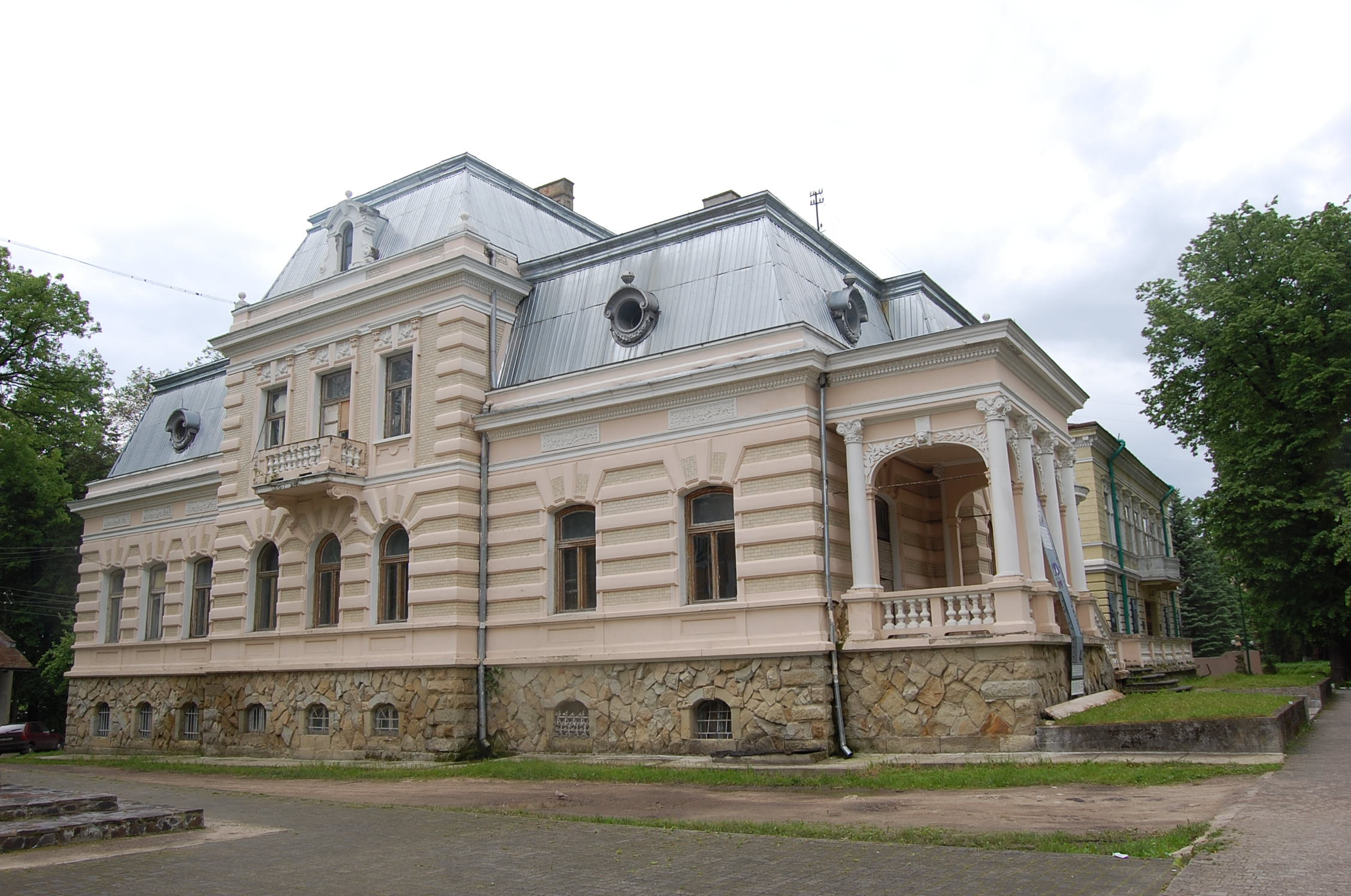
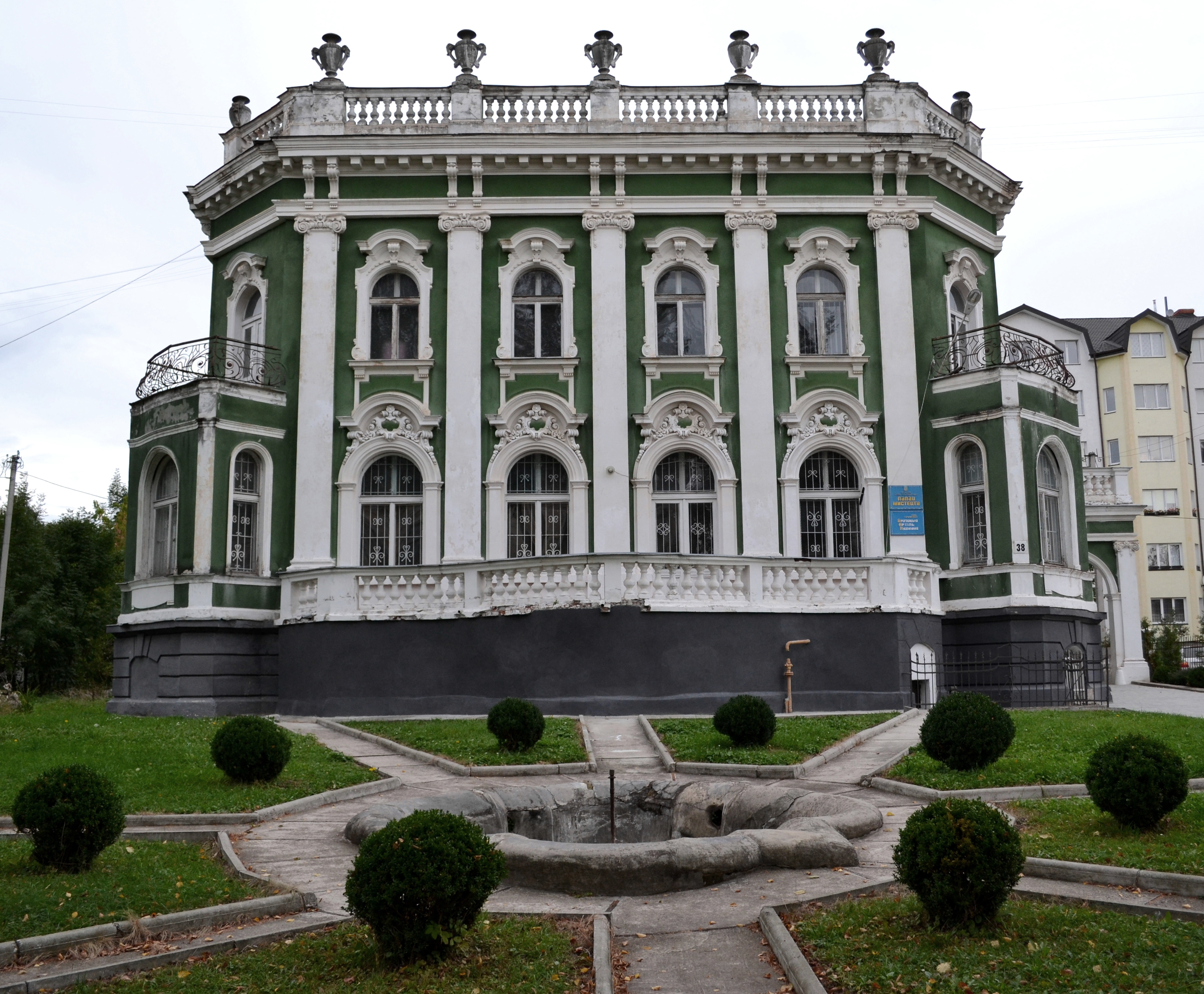
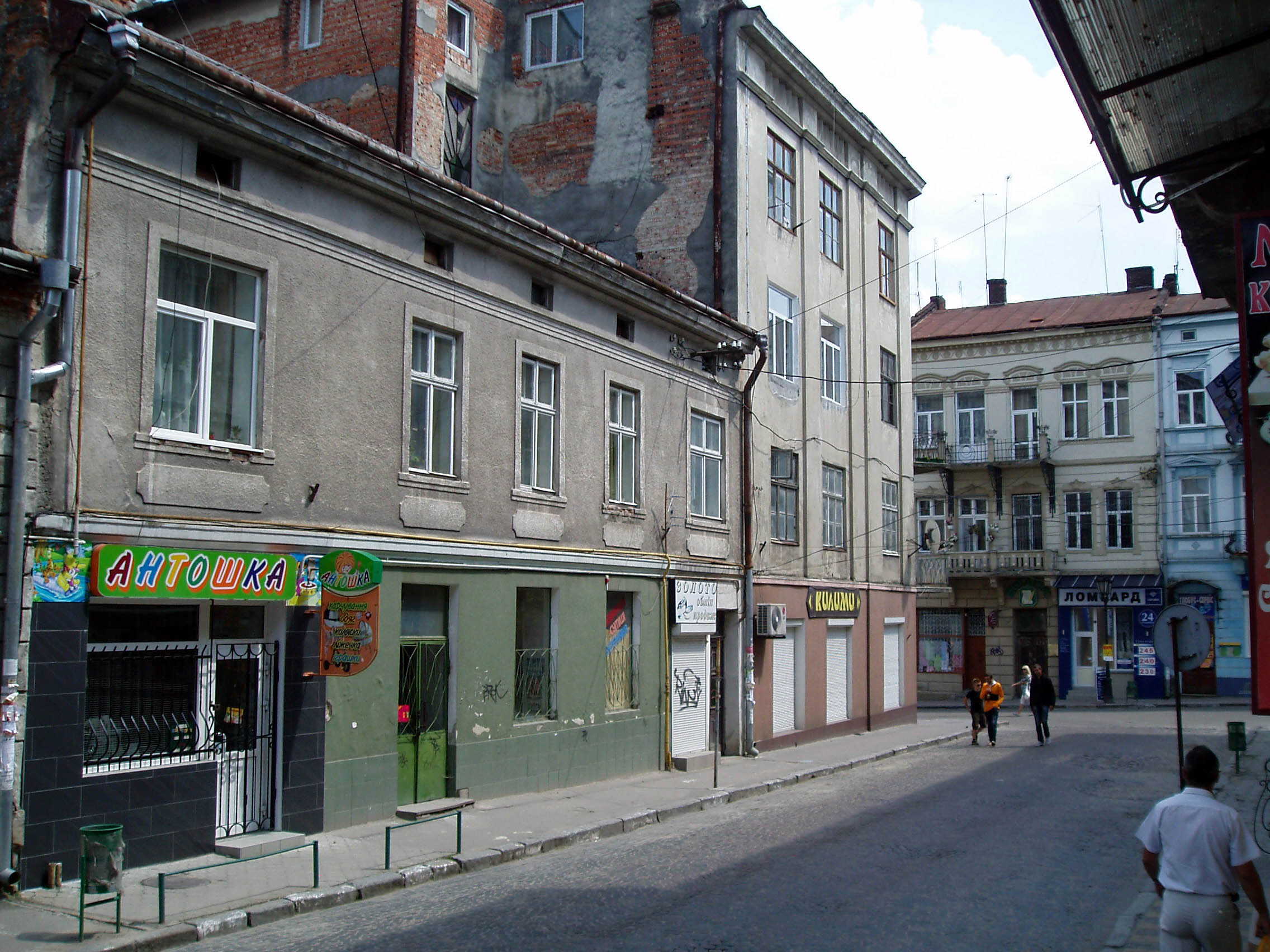
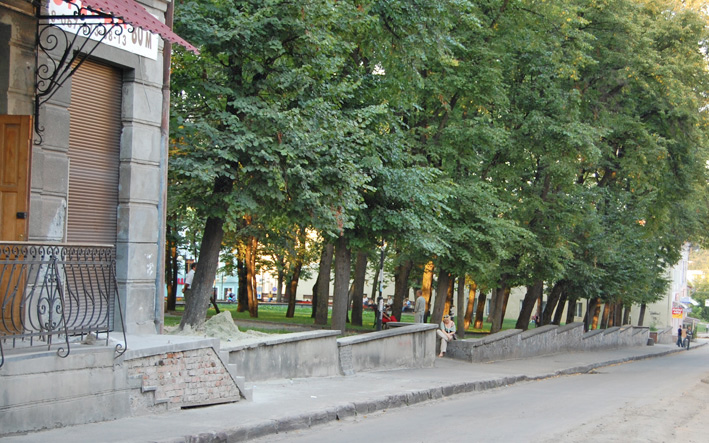